# Mireille Bousquet-Mélou
Pour les articles homonymes, voir Bousquet et Melou.
Mireille Bousquet-Mélou, née le 12 mai 1967 à Albi, est une mathématicienne française. Elle exerce au LaBRI de Bordeaux où elle est directrice de recherche du CNRS.

## Biographie
Après des études à l'ENS Ulm de 1986 à 1990, où elle obtient l'agrégation de mathématiques en 1989 elle obtient un doctorat à l'Université de Bordeaux en 1991, avec une thèse portant sur l'énumération des polyominos orthogonalement convexes (en) supervisée par Xavier Gérard Viennot, puis une habilitation à diriger des recherches en 1996. Depuis 1990, elle est chargée de recherche puis directrice de recherche au CNRS.

## Publications
Ses travaux portent sur les domaines de la combinatoire énumérative, en particulier des propriétés asymptotiques des objets de grande taille (marches dans un treillis, permutations, graphes, cartes...).
- Mireille Bousquet-Mélou, « A method for the enumeration of various classes of column-convex polygons », Discrete Mathematics (journal), vol. 154, nos 1-3,‎ 1996, p. 1–25 (DOI 10.1016/0012-365X(95)00003-F, MR 1395445).
- Mireille Bousquet-Mélou et Marko Petkovšek, « Linear recurrences with constant coefficients: the multivariate case », Discrete Mathematics (journal), vol. 225, nos 1-3,‎ 2000, p. 51–75 (DOI 10.1016/S0012-365X(00)00147-3, MR 1798324).
- Cyril Banderier, Mireille Bousquet-Mélou, Alain Denise, Philippe Flajolet, Danièle Gardy et Dominique Gouyou-Beauchamps, « Generating functions for generating trees », Discrete Mathematics (journal), vol. 246, nos 1-3,‎ 2002, p. 29–55 (DOI 10.1016/S0012-365X(01)00250-3, MR 1884885).
- Mireille Bousquet-Mélou, International Congress of Mathematicians. Vol. III, Eur. Math. Soc., Zürich, 2006 (MR 2275707), p. 789–826.
- Chemins et animaux : applications de la théorie des empilements de pièces.
- Combinatoire du polynôme de Tutte et des cartes planaires.
- Combinatorics of the Tutte polynomial and planar maps.
- Hypertrees and semi-pointed Partitions : combinatorial, algebraic and homological aspects.
- Polynominalité des coefficients de structures des algèbres de doubles-classes.
- q-Énumération de polyominos convexes (thèse).
- Some combinatorial developpements about Coxeter Groups and integer partitions.
- Variations combinatoires sur des classes d'objets comptées par la suite de Catalan, présentée par Yvan Le Borgne ; sous la dir. de Mireille Bousquet-Mélou, 2004.

## Prix et distinctions
Bousquet-Mélou reçoit en 2014 la médaille d'argent du CNRS,, après avoir reçu la médaille de bronze du CNRS en 1993.
L'Université de Linköping lui décerne un doctorat honoraire en 2005, et l'Académie des sciences lui décerne le prix Freycinet en 2009.
En 2006, elle est conférencière invitée au congrès international des mathématiciens à Madrid dans la section "combinatoire".
La conférence qu'elle a donnée lors de ce congrès concerne les connexions entre combinatoire énumérative, théorie du langage formel, et la structure algébrique fonctions génératrices, selon lesquelles les problèmes d'énumération dont les fonctions génératrices sont des fonctions rationnelles sont souvent isomorphes à des langages rationnels, et les problèmes dont les fonctions génératrices sont algébriques sont souvent isomorphes à des langages algébriques non ambigus.
Elle est lauréate du Prix Charles-Louis de Saulses de Freycinet en 2009.
Elle est élue fin décembre 2019 membre de l'Académie des sciences, dans la section de mathématique.